# Sindères
Sindères ist eine Ortschaft und eine ehemalige französische Gemeinde mit 180 Einwohnern (Stand 1. Januar 2022)  im Département Landes in der Region Nouvelle-Aquitaine. Sie gehörte zum Kanton Pays Morcenais Tarusate und zum Arrondissement Mont-de-Marsan.
Der Erlass vom 16. November 2018 legte mit Wirkung zum 1. Januar 2019 die Eingliederung von Sindères als Commune déléguée zusammen mit den früheren Gemeinden Morcenx, Garrosse und Arjuzanx zur Commune nouvelle Morcenx-la-Nouvelle fest. Der Verwaltungssitz befindet sich in Morcenx.

## Geographie
Sindères liegt ca. 42 km nordwestlich von Mont-de-Marsan in der historischen Provinz Gascogne. Der Ort liegt im zentralen Gebiet Grande-Landes im Forêt des Landes.
Umgeben wird Sindères von den Gemeinden und Orten:
|                | Solférino                                   | Morcenx (Morcenx-la-Nouvelle)  |
| Onesse-Laharie | Kompassrose, die auf Nachbargemeinden zeigt | Garrosse (Morcenx-la-Nouvelle) |
|                | Lesperon Rion-des-Landes                    |                                |

## Bevölkerungsentwicklung

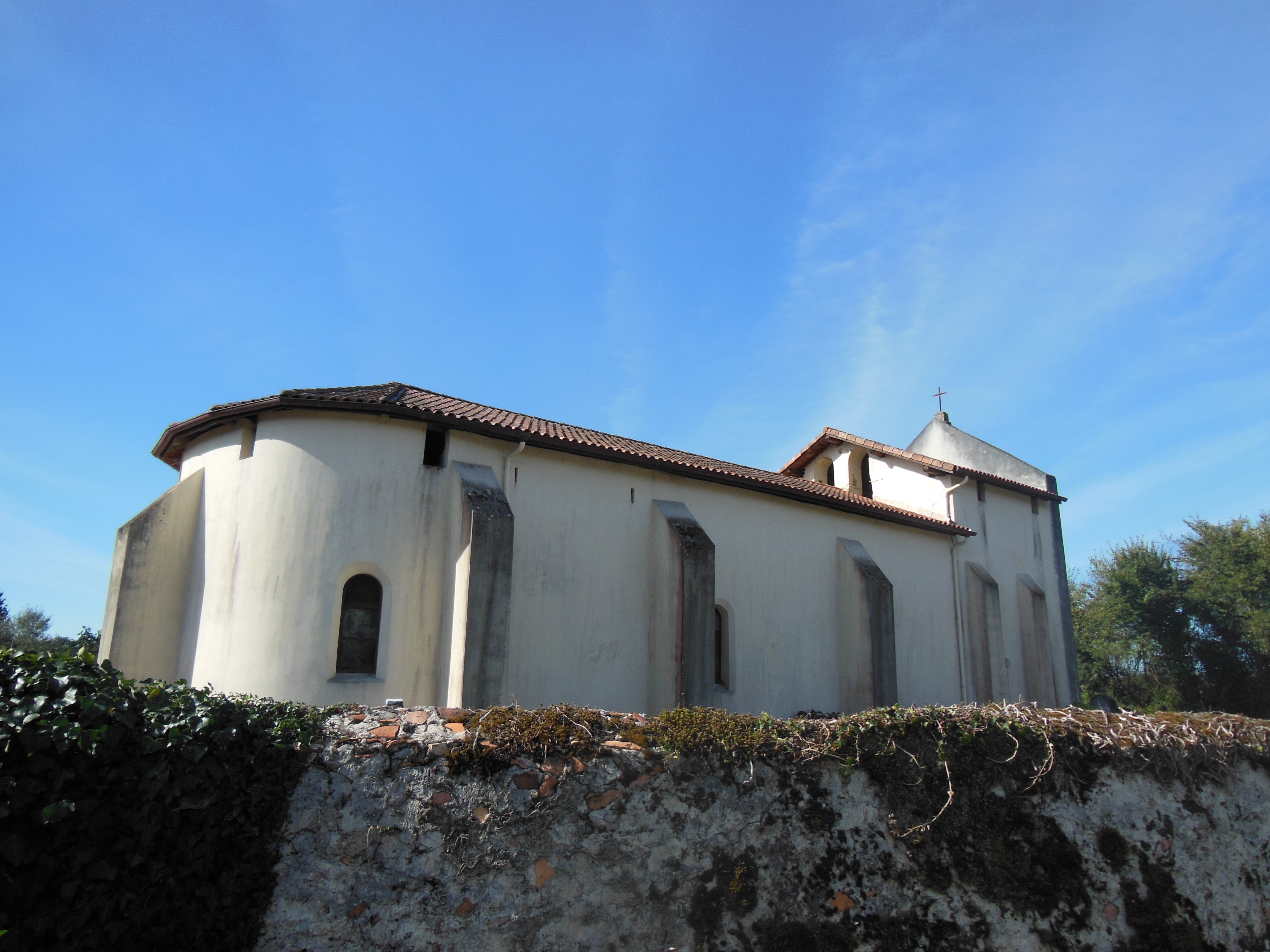
Kirche Sainte-Marie-Madeleine-et-Saint-Blaise

Nach Beginn der Aufzeichnungen stieg die Einwohnerzahl in der zweiten Hälfte des 19. Jahrhunderts auf einen Höchststand von rund 365. In der Folgezeit sank die Größe der Gemeinde bei kurzen Erholungsphasen bis zu den 1980er Jahren auf rund 135 Einwohner, bevor eine Phase moderaten Wachstums einsetzte, die bis heute andauert.
| Jahr      | 1962 | 1968 | 1975 | 1982 | 1990 | 1999 | 2006 | 2011 | 2022 |
| --------- | ---- | ---- | ---- | ---- | ---- | ---- | ---- | ---- | ---- |
| Einwohner | 181  | 210  | 174  | 134  | 154  | 179  | 179  | 185  | 180  |

## Sehenswürdigkeiten
- Romanische katholische Kirche Sainte-Marie-Madeleine-et-Saint-Blaise aus dem 12. Jahrhundert